# 20-я горнострелковая дивизия
20-я горнострелковая дважды Краснознамённая ордена Суворова дивизия — войсковое соединение Вооружённых Сил СССР и в Великой Отечественной войне.

## История

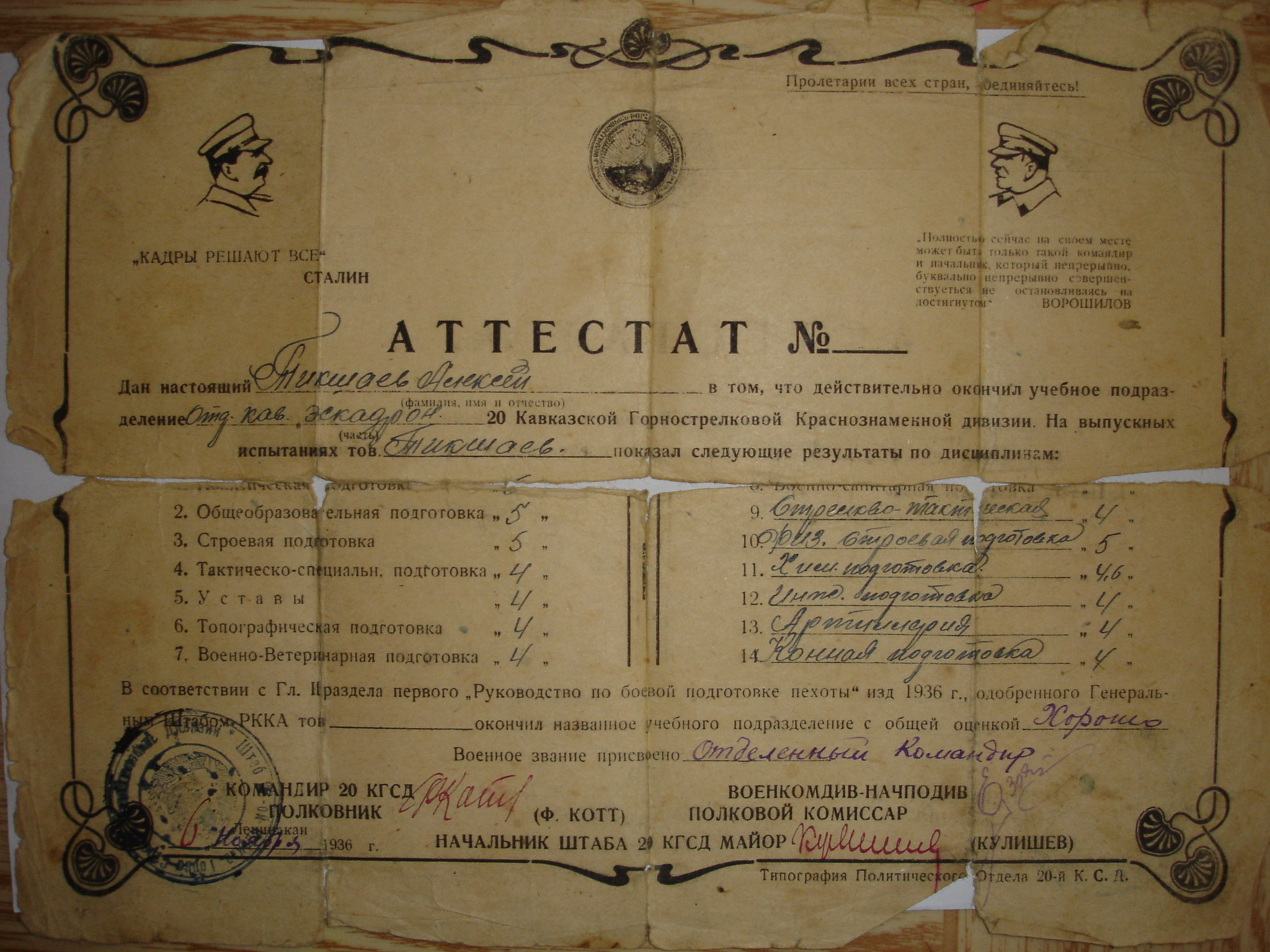
Аттестат, выданный красноармейцу Алексею Тикшаеву (по достижении звания отделённый командир). 20-я Кавказская Горнострелковая Краснознамённая Дивизия, 6 ноября 1936 г.

### Гражданская война
Сформирована как Пензенская пехотная дивизия, которая была сформирована приказом по войскам 1-й армии Восточного фронта № 9 от 6 июля 1918 года, с 15 сентября 1918 года именовалась 1-й Пензенской пехотной дивизией (приказ по дивизии № 45). По распоряжению Полевого штаба РВСР № 1477/а от 16 марта 1919 года, получила наименование 20-й стрелковой дивизии. Приказом по войскам Отдельной Кавказской армии № 789/с от 13 октября 1921 года дивизия расформирована, штаб обращён на формирование штаба и управления 6-й Кавказской отдельной стрелковой бригады, в свою очередь переименованной 29 ноября 1921 года в 3-ю отдельную Кавказскую стрелковую бригаду, а 26 июня 1922 года — в 3-ю стрелковую дивизию (приказы войскам Отдельной Кавказской армии № 1121/с, 934/с). Приказом по войскам ЗакВО № 261/93 1 октября 1931 года дивизия переименована в Кавказскую горнострелковую, а 21 мая 1936 года — в 20-ю Кавказскую горнострелковую дивизию.
Награждена Почётным Революционным Красным знаменем ВЦИК (1924), орденом Красного Знамени.
Входила в состав 1-й армии Восточного фронта (июль 1918 — окт. 1919), 10-й армии (окт. 1919 -февр. 1920, март — апр. 1920), в оперативное подчинение 1-й Конной армии (февр. — март 1920), 11-й армии (с мая 1921 — ОКА, с авг. 1923 — ККА) (апр. 1920 — май 1935), в ЗакВО (с мая 1935).
Дивизия участвовала в наступлении Восточного фронта (сент. 1918 — февр. 1919) против войск белогвардейцев и чехословаков: в Сызрань-Самарской операции (14 сентября — 8 октября 1918) (выход на подступы к Сызрани), освобождении городов Белебея (нояб.), Стерлитамака (дек.); в 1919 г. вела бои против белоказачьих войск за города Оренбург, Верхнеуральск (янв.), наступала севернее Орска и овладела Авзянопетровским и Кананикольским заводами (февр.);
Во время контрнаступления войск Колчака оборонялась на р. Салмыш (март), нанесла поражение белогвардейскому корпусу ген. Бакича (апр.), обеспечивала с юга проведение Белебейской операции (15 — 19 мая), участвовала в операциях: Уфимской (25 мая −19 июня) (нанесение удара и овладение г. Стерлитамак) и Актюбинской (14 августа −14 сентября) (наступление на Орск); участвовала в боях против войск Деникина в районе Царицына (дек. 1919 — янв. 1920), в 1920 г. в наступательных операциях Кавказского фронта: Доно-Манычской (17 января −6 февраля) (наступление вдоль ж. д. линии Котельниково- Торговая в направлении на ст. Великокняжеская и р. Маныч), Тихорецкой (14 февраля — 2 марта) (овладение ст. Торговая, участие в окружении и разгроме в районе Белая Глина корпуса противника), в Егорлыкском встречном сражении и разгроме казачьей конницы; вела боевые действия в Дагестане (апр.), в Закавказье, участвовала в Бакинской (28 апреля — 1 мая 1920), Тифлисской (16 — 25 февраля 1921), Эриванской (11 марта — 20 апреля 1921) операциях, в борьбе с повстанческим движением и бандитизмом в Закавказье.

### Великая Отечественная война
В действующей армии во время Великой Отечественной войны с 23 ноября 1941 по 28 января 1942, с 15 мая 1942 по 21 апреля 1944 года.
На 22 июня 1941 года дислоцировалась в Ленинакане. Принимала участие в Иранской операции 1941 года. В конце июня 1941 года развёрнута для обороны побережья Чёрного моря от Гагры до Сухуми, с декабря 1941 года от Лазаревского до Сухуми. В мае 1942 года передислоцирована в район Сочи. В 1942—1943 гг. штаб дивизии размещался в здании средней школы № 9 имени Н. Островского г. Сочи. В школе создан музей 20-й горнострелковой дивизии. Ветераны ВОВ, воевавшие в дивизии на протяжении многих лет были гостями школы.

### В действующей армии
Части дивизии вошла в боевое соприкосновение с противником на участке от перевала Белореченского до перевала Аишха Кавказа. Благодаря горной подготовке, отдельные части дивизии возможно было эффективно использовать в высокогорных районах. 20-25 августа 1942 года — бои под горой Фишт, на Белореченском перевале. 28-З1 августа 1942 года — бои на Умпырском перевале. 8 сентября 1942 года — бои на реке Уруштен, перевал Псеашхо.
Северо-Кавказский фронт
16-22 января 1943 года — бой за высоту Ламбина, под станицей Смоленская. 13 февраля 1943 года — бой и взятие станицы Смоленской. 17-19 февраля 1943 года — взятие станиц Григорьевской, Северской, Ильской. 20 февраля 1943 года — освобождение Холмской.
С 21 февраля 1943 года — бои за Меречанскую и хутор Весёлый. 1 марта 1943 года — бои за хутор Весёлый. 24 марта 1943 года — части дивизии овладели хутором Новым и Весёлым. Апрель 1943 года — бои за совхоз «Пятилетка» и хутор Красный. З мая 1943 года — взятие станицы Крымской. 26 мая 1943 года — бой за станицу Киевскую. Июль 1943 года — бои за хутор Красный.
12 сентября 1943 года — прорыв «Голубой линии» немцев у станицы Неберджаевская. 14 сентября 1943 года — овладение станицей Нижне-Баканской (северо-восточней города Новороссийска).
24 сентября 1943 года — освобождение станицы Гостогаевской, участвовала в разгроме краснодарской группировки врага, участвовала в освобождении ряда станиц (Азовская, Северская и др.).
Отдельная Приморская армия
Октябрь 1943 года — апрель 1944 года — подготовка десантной операции в Крым из Туапсе в составе Отдельной Приморской армии. Высадка десантом. Захват плацдарма. Освобождение Глейки, Жуковки, Аджимушкая и освобождение людей из подземных каменоломен. В десантной операции по высадке дивизии в Крым с моря командир дивизии Турчинский, Адам Петрович контужен. За успешное проведение десантной операции награждён золотой звездой Героя Советского Союза.
Май 1944 года — переформирование 20-й горнострелковой дивизии в 20-ю стрелковую дивизию в городе Клиницы Брянской области.

## Подчинение
- Закавказский военный округ, 3-й стрелковый корпус — на 22 июня 1941 года
- Закавказский фронт, 47-я армия — на 1 октября 1941 года
- Кавказский фронт, 46-я армия — на 1 января 1942 года
- Кавказский фронт, 46-я армия, 3-й стрелковый корпус — на 1 июля 1942 года
- Закавказский фронт, Черноморская группа войск, 46-я армия, 3-й стрелковый корпус — на 1 октября 1942 года
- Закавказский фронт, Черноморская группа войск, 46-я армия — на 1 января 1943 года
- Северо-Кавказский фронт, 56-я армия — на 1 апреля 1943 года
- Северо-Кавказский фронт, 37-я армия — на 1 июля 1943 года
- Северо-Кавказский фронт, 3-й горнострелковый корпус — на 1 октября 1943 года
- 7-я отдельная армия, 20-й стрелковый корпус (2-го формирования) — на 1 января 1944 года
- Отдельная Приморская армия второго формирования, 20-й стрелковый корпус (2-го формирования) — на 1 апреля 1944 года

## Состав
- 67-й горнострелковый полк (начальник штаба майор Франчак)
- 174-й горнострелковый полк
- 265-й горнострелковый полк (начальник штаба старший лейтенант Жашко)
- 379-й горнострелковый полк (командир майор Ланговой, военный комиссар старший политрук Ковальчук, начальник штаба капитан Петренко)
- 61-й артиллерийский полк (начальник штаба капитан Борух)
- 439-й гаубичный артиллерийский полк (до 15.01.1942)
- 281-й отдельный истребительно-противотанковый дивизион
- 31-й кавалерийский эскадрон
- 161-й сапёрный батальон
- 174-й отдельный батальон связи
- 121-й медико-санитарный батальон
- 554-я отдельная рота химической защиты
- 409-я автотранспортная рота
- 724-я полевая хлебопекарня (119-й полевой хлебозавод, 79-я полевая хлебопекарня)
- 129-я дивизионная авторемонтная мастерская
- 208-й (114-й) дивизионный ветеринарный лазарет
- 249 полевая артиллерийская ремонтная мастерская
- 291-я полевая почтовая станция
- 221-я полевая касса Госбанка

## Командование

### Командиры
- Судаков, Фёдор Павлович (декабрь 2022 — апрель 1924)[1]
- Зонберг, Жан Фрицевич (23.05.1924—20.10.1924)
- в 10.1924—1927 — Шеко, Яков Васильевич
- 01.04.1927 — 15.12.1928 — Урицкий, Семён Петрович
- 15.11.1930—15.11.1931 — Львов, Владимир Николаевич
- Котт Фёдор Павлович (1937), полковник, начальник штаба 20 сд
- Турчинский, Адам Петрович (02.09.1940 — 08.04.1943), полковник с 10.11.1942 генерал-майор
- Морозов, Павел Иванович (09.04.1943 — 09.12.1943), полковник
- Иоскевич, Иван Фёдорович (10.12.1943 — 21.04.1944), полковник

### Заместители командира
- Петунин, Николай Иванович (??.09.1943 — 23.05.1944), полковник

## Награды
- В Закавказье награждена Боевым Красным Знаменем ВЦИК. «Краснознамённая»